# Claude Melin
Claude Melin est un artiste français né à Paris le 2 janvier 1931 et mort à Rueil-Malmaison le 23 mars 2020.
Les œuvres de Claude Melin sont principalement des calligraphies abstraites entretenant un rapport complexe avec la musique. Selon le compositeur et musicologue Jean-Yves Bosseur, avec lequel Claude Melin a multiplié les collaborations, « ses écritures musicales fictives témoignent de sa manière de recevoir la musique et de la faire passer dans son geste graphique. Plus globalement, plus essentiellement aussi, s’opère, pour reprendre ses propres termes, “une espèce d’alchimie entre le son et le vide que l’on fait en soi-même au moment où l’on passe de l’acte d’entendre à celui d’écrire” ».
Calligraphe autodidacte, Claude Melin se situe de façon particulière dans le mouvement de renaissance de la calligraphie contemporaine : « L’originalité de ma démarche vient en partie d’une situation paradoxale que j’ai choisi d’assumer malgré tout en connaissance de cause. Je ne me sens ni totalement peintre, ni totalement écrivain, encore moins musicien. Alliée à une impétueuse nécessité de créer refoulée dès mon enfance, cette somme de manques constitue le ferment qui me permet de forger mon propre itinéraire entre les catégories de modes d’expression intentionnellement maintenues à l’écart les unes des autres. »  
Son rapport à la calligraphie est tourné vers l’imaginaire et ne s’attache pas à la transcription ou à l’interprétation des lettres ou des signes d’une langue. ”Ses œuvres, d’une sensualité presque palpable, s’apparentent à des musiques, des calligraphies inventées ou des écritures de rêve“. L’affirmation de Stravinsky selon laquelle « la musique, c’est d’abord de la calligraphie » pourrait être placée en exergue de la plus grande partie de son œuvre.

## Biographie
Né dans une famille où les livres et la culture occupent une grande place, Claude Melin nourrit dès l’adolescence une passion pour l’écriture et pour la musique, qui demeureront omniprésentes dans sa création sous divers aspects.
En 1953, à 22 ans, il quitte la France pour s’installer au Maroc. Il rejoint Air Atlas en 1956, puis, à partir de 1958, occupe le poste de chef de publicité à la Royal Air Maroc. Rattaché à Air France en 1966, il est nommé chef des services techniques de promotion au ministère marocain du Tourisme. Il s'intéresse à l'architecture marocaine, à la calligraphie arabe, à la musique arabo-andalouse. À partir de cette époque, il réalise de nombreuses photographies, au Maroc et ailleurs dans le monde, qui vont constituer de futures sources d’inspiration.
En 1968, de retour en France, il retrouve à Air France une activité professionnelle qui ne le satisfait pas totalement ; il  entreprend alors la production d’une œuvre graphique. Il installe son atelier à Louveciennes, où il travaillera jusqu’en 2010.
Claude Melin a réalisé environ 3 000 œuvres, parmi lesquelles une majorité d’encres sur papier, mais aussi quelques toiles peintes, des collages, des gravures, des livres d’artiste.

## Œuvres

### Premières œuvres
Ses premières œuvres sont marquées par les styles de Hans Hartung et de Pierre Soulages. Il entre alors dans une longue période de recherches picturales, qui aboutit en 1976 à la création d’œuvres à l’acrylique, sur toile ou sur papier. Il y explore les qualités de l’encre blanche en inscrivant, dans les creux, ses premiers traits de plume, où se distingue son intérêt pour l’écriture et la calligraphie arabes. Il expérimente également à travers des collages, des papiers déchirés. Progressivement, il ne travaille plus qu’à la plume sur papier, et son travail s’apparente de plus en plus aux signes de la notation musicale.
En 1979, il expose pour la première fois à la galerie Jean Camion et y rencontre Jérôme Peignot, qui qualifie son œuvre de « calligraphie musicale ». Il s’intéresse alors aux contre-écritures d’Henri Michaux, aux graphies de Roland Barthes, ainsi qu’aux logogrammes de Christian Dotremont. Il développe sa propre contre-écriture, dans laquelle intervient le vocabulaire musical et où se mêlent une multitude d’influences.

### Collaborations
En 1979, sa rencontre avec Tanguy Garric, imprimeur, graveur et éditeur, initie entre l’artiste et l’artisan une longue collaboration de recherche et un travail commun autour de gravures en taille-douce : gravure aux essences de plantes et aquatinte, eau forte, en phototypie pour les Opus, en infographie avec l’impression numérique. Ils réalisent également ensemble plusieurs livres d’artiste à tirage limité. À partir de 1982, Tanguy Garric expose régulièrement les œuvres gravées de Claude Melin dans les salons spécifiquement consacrés à l’estampe et à la bibliophilie – Saga, Artmultiples, Page(s), Livres en mai – en France, mais aussi en Corée, Finlande, Suède… et dans des galeries et des centres d’art contemporain.
Dès 1980, Claude Melin collabore avec Jean-Yves Bosseur : « Ensemble nous avons fait un travail différent. Nous sommes passés de la forme de travail musical que je faisais – qui était donc des calligraphies, ces contre-écritures musicales – à une approche très enrichissante et très merveilleuse : c’est de travailler en commun. Jean-Yves me donne ce qu’il appelle des cribles, c’est-à-dire un schéma musical sur lequel sont indiqués des sons avec des orientations temporelles, des hauteurs, pour un groupe de six à huit musiciens. Et partant de ces cribles, qui ont une valeur musicale donnée, je crée des parcours et des calligraphies musicales autour d’une prescription sonore. Donc, c’est déjà un travail entre un musicien et un calligraphe. Le stade suivant consiste à redonner tout cet ensemble au groupe qui, lui, interprète les données de Bosseur à travers le parcours musical ainsi décrit. » 

### Opus
À partir de 1980, Claude Melin s’attelle à une série d’Opus (75 × 108 cm), créations à l’encre sur papier nécessitant de longs temps d’exécution (généralement 1 mois) et qui rappellent de grandes partitions d’orchestre dont les signes se seraient agglutinés jusqu’à l’illisibilité. Ces signes sont effectués à main levée sur des lignes parallèles tracées à la règle.

### Chansons de gestes
Encres sur papier également de grand format, réalisées entièrement à main levée, les Chansons de gestes sont une transposition des sons intériorisés par l’artiste, sous la forme d’impulsions graphiques à l’intérieur de schémas architecturaux sous-jacents. La tension entre les vides et les pleins rythme chaque œuvre.

### Traits de plume
Encres sur papier d’exécution rapide et le plus souvent de petit format (29,5 x 42 cm), les Traits de plume représentent des sortes d’idéogrammes instantanés qui s’apparentent souvent à des instruments à cordes (violoncelle, oud, luth, viole, etc.).

### Autres types d’œuvres graphiques

#### Palimpsestes et Voyages
Confrontation des graphismes de l’artiste avec des « écritures trouvées » provenant de contextes linguistiques et géographiques différents.

#### Monotypes marouflés
Œuvres créées à partir des Opus, avec parfois une modification des couleurs (ex. : la Grande Partition bleue inverse les valeurs de l’Opus d’origine, avec un fond noir et une encre blanche très fluide qui fait apparaître un bleu clair presque transparent).

#### Insectes, Papillons et Libellules
Encres sur papier de petit ou moyen format ; trait de plume comportant des références à la calligraphie chinoise (notamment à travers la présence de tampons) et aux haïkus japonais qui parfois s’ajoute au dessin sous la forme manuscrite.

#### Syllabaires
Encres sur papier ; alphabet imaginaire des contre-écritures.

#### Labyrinthes
Encres sur papier inspirées de plans architecturaux de villes, de cathédrales et de médinas.

#### Lieder
Encres sur papier de moyen format, dans lesquelles la transcription manuscrite d’une réflexion poétique ou d’un court texte en rapport avec la musique et emprunté à un poème, à la Bible, au Coran ou à un texte soufi est mêlée à la graphie musicale.

#### Partita
Encres noires et sanguines sur papier, dans lesquelles une graphie musicale, didascalie mélodique couleur sanguine, soutient le trait de plume instrumental en noir.

#### Danses et Musiciens
Encres sur papier, crayon et fusain sur papier.

#### Ex-votos
Encres sur papier déchiré avec collage d’objets.

#### Écritures enluminées
Encres, pigments et colle sur papier ancien marouflés avec l’apport de figures symboliques.

#### Lavis
Encres très diluées sur papier, où la palette remplace la plume, ce qui produit une surimpression de valeurs grises, noires et parfois ocre et sépia.

### Écrits poétiques
Au-delà de la production graphique proprement dite, mais étroitement liée à elle, les écrits poétiques de Claude Melin introduisent une manière de méditation aussi bien sur l’acte de création que sur les expériences de l’écoute et de la vision, sur le vide ou le silence du regard.

### Livres d’artiste et illustrations
En collaboration avec le compositeur Jean-Yves Bosseur, Claude Melin a réalisé des livres-partitions, imprimées et gravées par l’atelier Tanguy Garric : 
- Alliages de cordes, éditions Æncrage, 1983 ;
- Allégories, éditions Neumes (gravure taille-douce originale sur le tirage de tête), 1983 ;
- Gestes en vocalise, éditions Neumes, 1986.

En collaboration avec l’éditeur, graveur et imprimeur Tanguy Garric :
- Traité de l’harmonie de Jean-Philippe Rameau, 1990 ;

- Haïkus, 1992 ;
- Poèmes et dessins, 2001 ;
- Au saule sacré d’Heliopolis, 2008.

Il a par ailleurs illustré divers ouvrages parmi lesquels :
- Yehudi Menuhin, Le Violon de la paix, éditions Alternatives, 2000 ;
- Jacques Ancet, La Cour du cœur (sérigraphie originale sur le tirage de tête), éditions Tarabuste, 2000 ;
- Jacques Ancet, L’Entre-deux, éditions Tarabuste, 2008.

## Technique
Claude Melin se considère lui-même comme un artisan tout autant que comme un artiste. Il apporte ainsi le plus grand soin au choix de ses supports et de ses outils (papiers, plumes, encres). Le plus souvent, il a recours à des plumes « tête de mort » très fines, mais sur lesquels il peut s’appuyer à la limite de la tension ; afin d’obtenir des traits particulièrement fins, il les utilise à l’envers, sur le méplat. Il se sert essentiellement d’encre noire, parfois sépia, diluée avec de l’eau. Enfin, il choisit en général des papiers vélin particulièrement solides et ni trop lisses, ni trop poreux.
Claude Melin « travaille toujours en musique, par nécessité, par goût et par inclination, car cela [lui] permet de suivre une logique qui peu à peu devient mienne ». Un peu comme pour le musicien en situation de concert, aucun repentir n’est possible lors de l’exécution des œuvres, ce qui suppose une concentration sans faille et une parfaite maîtrise du geste, de la respiration et du tempo d’exécution spécifique à l’œuvre.
L’apparente spontanéité de ses graphismes est canalisée par la recherche d’un trait aussi pur et discipliné que possible. Claude Melin revendique une œuvre « classique » : « Si son inspiration est contemporaine (c’est-à-dire l’abstrait, l’imaginaire, le fantasmatique), sa réalisation est d’un classicisme et d’une rigueur absolus. »
Claude Melin dispose d’un vocabulaire de gestes et de tempi d’exécution qu’il conjugue pour chaque œuvre de manière spécifique, comme s’il s’agissait d’orienter l’œuvre dans le sens d’une variation perpétuelle. Les œuvres liées à une même technique de composition apparaissent comme des variations à partir d’un même principe.

## Expositions
Sélection d’expositions : 
- 1979 : galerie Jean Camion, Paris.
- 1980 : galleria Il Luogo, Rome (Italie).
- 1981 : « Calligraphies musicales », atelier Annick Lemoine, Paris.
- 1982 : Biennale d’Ibiza (Espagne) (exposition collective). 1er prix.
- 1986 : galerie Michel Broomhead, Paris.
- 1988 : « Calligraphies musicales », Hochschule Galerie/Studio Kausch, Kassel (Allemagne).
- 1992 : « Les Libellules », Galerie 13, Paris.
- 1993 : galerie Lara Vincy, Paris (exposition collective).
- 1994 : Base gallery, NICAF (Nippon International Contemporary Art Fair), Yokohama (Japon).
- 1994 : Tokyu-Bunkamura Gallery, Tokyo (Japon).
- 1995 : Bumpodo gallery, Tokyo (Japon).
- 1996 : Bibliothèque historique de la ville de Paris.
- 1999 : « Claude Melin » bibliothèque municipale d’Obernai.
- 1999 : « Chansons de gestes. Musique et calligraphie », galerie Chantal Mélanson, Annecy.
- 1999 : « Chansons de gestes », Lire en fête, médiathèque François-Mitterrand, Poitiers.
- 2001 : « Claude Melin », galerie Chantal Mélanson, Annecy.
- 2003 : « Palimpsestes », galerie Chantal Mélanson, Annecy.
- 2004 : « Rétrospective Claude Melin, écritures déchirées », Arsenal de Metz.
- 2005 : « Chansons de gestes », espace Terres d'écritures, Grignan.
- 2006 : « Tableaux d’une exposition », espace Landowski, Boulogne-Billancourt.

Nombreuses expositions collectives.

## Publications
Sélection d’ouvrages et articles (hors catalogues d’exposition) :
- Jérôme Peignot, « Les calligraphies musicales de Claude Melin », Communication & langages no 45, Paris, Persée, 1980, p. 39-47.
- Jérôme Peignot, « Les contre-écritures contemporaines », in Calligraphie, Du trait de plume aux contre-écritures, Paris, Jacques Damase, 1983, p. 114.
- « Claude Melin chez lui », entretien préalable avec Didier Barrière en vue de la publication du Bulletin de l’Imprimerie nationale no 32, mai 1986.
- Didier Barrière, « Musique et calligraphie dans l’œuvre de Claude Melin », Bulletin de l’Imprimerie nationale no 32, mai 1986, p. 18-26.
- Jean-Yves Bosseur, « Son, geste et calligraphie », in Musique, passion d’artistes, Paris, Skira, 1991, p. 131.
- Valère-Marie Marchand, « Labyrinthes sonores », Plumes no 13, jan.-fév. 1997, p. 32-35.
- Vincent Geneslay et Véronique Sabard, « Entretien avec Claude Melin », Avis à Populus, bulletin bimestriel de l’association Scripsit, Paris, 1997, p. 3-11.
- Jean-Yves Bosseur et Claude Melin, Chansons de gestes. Musique et calligraphie, Paris, éditions Alternatives, 1998.
- Jean-Yves Bosseur, « Temps/espace : interpénétrations », in Musique et arts plastiques, interactions au XXe siècle, Paris, éditions Minerve, 1998.
- Valère-Marie Marchand et Sylvie Durand, « L’atelier musical, Claude Melin », in Le Jardin des mots, Paris, éditions Alternatives, 2000, p. 97-100.
- Jean-Yves Bosseur, « Claude Melin », in Compositeur parmi les peintres, Paris, Delatour, 2013, p. 52-60.
- Fabien Simode, « La musique est-elle un art plastique ? », L'Œil no 702, Paris, Artclair éditions, juin 2017.